# Dalmatinska peka
Dalmatinska peka ili jelo ispod cripnje je dalmatinski način pripreme jela od svih vrsta mesa i ribe.

## Opis
Jela ispod peke spadaju u sam vrh gastronomske ponude dalmatinske kuhinje. Danas u ponudi postoje razne električne peke, međutim prava priprema peke je u glinenoj posudi i priprema se na vatri od pravoga drva (kominu). Hrana se posloži u plitkoj posudi i zatim se poklopi željeznim zvonom za koje u Dalmaciji postoje razni nazivi: cripnja, čripnja, lopiž. Ispod peke se najčešće priprema meso, lignje ili hobotnica s dodatkom raznog povrća (najčešće krumpir).